# Taurus SMT
Taurus SMT é uma série de submetralhadoras fabricadas pela Taurus Armas. Foi introduzida no início de 2011, sob a designação MT G2.
A Taurus também oferece uma variante apenas semiautomática do MT G2, conhecida como CT G2, destinada aos mercados civil e de segurança.

## Variantes
A Taurus oferece a SMT em duas variantes diferentes; a SMT9 e a SMT40, a única diferença entre as duas é o calibre (SMT9 = 9mm, SMT40 = .40).
A Taurus CT G2 é uma variante semiautomática da MT G2, sendo uma carabina de calibre de pistola. Foi anunciada pela primeira vez no SHOT Show de 2011. A CTT40 é mais uma evolução da série CT G2.

## Usuários
- Brasil
  - Exército Brasileiro
  - Forças policiais do Brasil
- Bangladesh
  -  Força Aérea de Bangladesh: Taurus SMT9C usada pela Unidade Especializada Terrestre (Esquadrão 41)..
  - Polícia de Bangladesh: Taurus SMT9C usada pela Equipe de Resposta a Crises.
- República Sérvia
  - Polícia da República Sérvia